# 1957 dans les chemins de fer
Chronologie des chemins de fer
1956 dans les chemins de fer - 1957 - 1958 dans les chemins de fer

## Évènements

### Juin
- 2 juin, France : mise en service des premières circulations de trains sous le label Trans-Europ-Express.
- 2 juin, Italie-France : mise en service du TEE Mont-Cenis entre Milan et Lyon.

### Août
- 12 août, Italie-France : mise en service du TEE Ligure entre Milan et Marseille.

### Octobre
- 15 octobre, Italie-Autriche-Allemagne : mise en service du TEE Mediolanum entre Milan et Munich.

## Décès
- 9 mars : mort de Robert H. Whitelegg, ingénieur en chef de la traction du London Tilbury and Southend Railway à partir de 1910, puis du Glasgow and South-western Railway en 1918. Il deviendra directeur général des usines Beyer, Peacock and Co en 1923 avant de prendre sa retraite en 1930.